# Strenči
Strenči er beliggende i Valkas distrikt i det nordlige Letland og fik byrettigheder i 1928. 1889 indviedes jernbanelinjen der går gennem byen, der forbinder Riga med Pskov. Før Letlands selvstændighed i 1918 var byen også kendt på sit tyske navn Stackeln.